# Jugo de kiwi
El jugo o zumo de kiwi es un jugo de frutas extraído del kiwi. Tiene un color verde (amarillo si es kiwi dorado). Debido a su sabor ácido, el jugo de kiwi rara vez se toma solo, y se suele mezclar con otras frutas más dulces, como el mango, la uva o la guayaba. En un estudio de 2005 sobre los efectos el jugo de kiwi y otras frutas, se confirmó que este jugo es un potente antioxidante en la sangre.
El jugo de kiwi también se usa en la coctelería, y se considera que combina bien con el ron blanco, el tequila o el vodka.
A nivel nutricional, el kiwi es rico en vitamina C, luteína, fibra, vitamina E, folato, magnesio, colágeno y potasio. Cabe decir, sin embargo, que de entre todas las frutas, el kiwi es el alérgeno más común.